# Chiesa di San Carlo dei Milanesi
La chiesa di San Carlo dei Milanesi alla Fieravecchia è un edificio di culto ubicato nel centro storico di Palermo nel mandamento della Kalsa o Tribunali, antica piazza Rivoluzione, piazzetta San Carlo.

## Storia
Nel XVII secolo i commercianti e gli artigiani della nazione Lombarda, dediti al commercio di preziosi filati, seta e velluto, introducono il culto di San Carlo Borromeo. Come i rappresentanti dell'insediamento genovese, i lombardi sono stanziati fuori Porta San Giorgio.
- La nazione lombarda era titolare di una cappella nella chiesa di San Giacomo la Marina sotto il titolo della «Flagellazione».[2]
- 1616, Su un terreno ove esisteva un forno presso la «Fieravecchia» è edificata la chiesa di San Carlo Borromeo con annesso ospedale.[2]
- 1617, Sede della Confraternita di San Carlo dei Milanesi.
- 1643, Acquistata dai padri del monastero di San Benedetto e San Luigi il luogo di culto è restaurato divenendo cenobio benedettino.[1][3]
- 1648, Inaugurazione.[4]
- 1687, Abbellimento della facciata.[4]
- 1689, Sede della Schola della Santissima Annunziata e San Pietro di Costa di Dosso del Liro.
- 1726 1 settembre, Terremoto di Terrasini. L'evento sismico provoca il collasso della cupola.
- 1980, In seguito alla chiusura al culto, l'apparato decorativo è stato oggetto di furti, specie con l'asportazione della decorazione marmorea.
- 1993, Affidata alle suore carmelitane e oggi alla Caritas diocesana, non è attualmente visitabile.

## Facciata

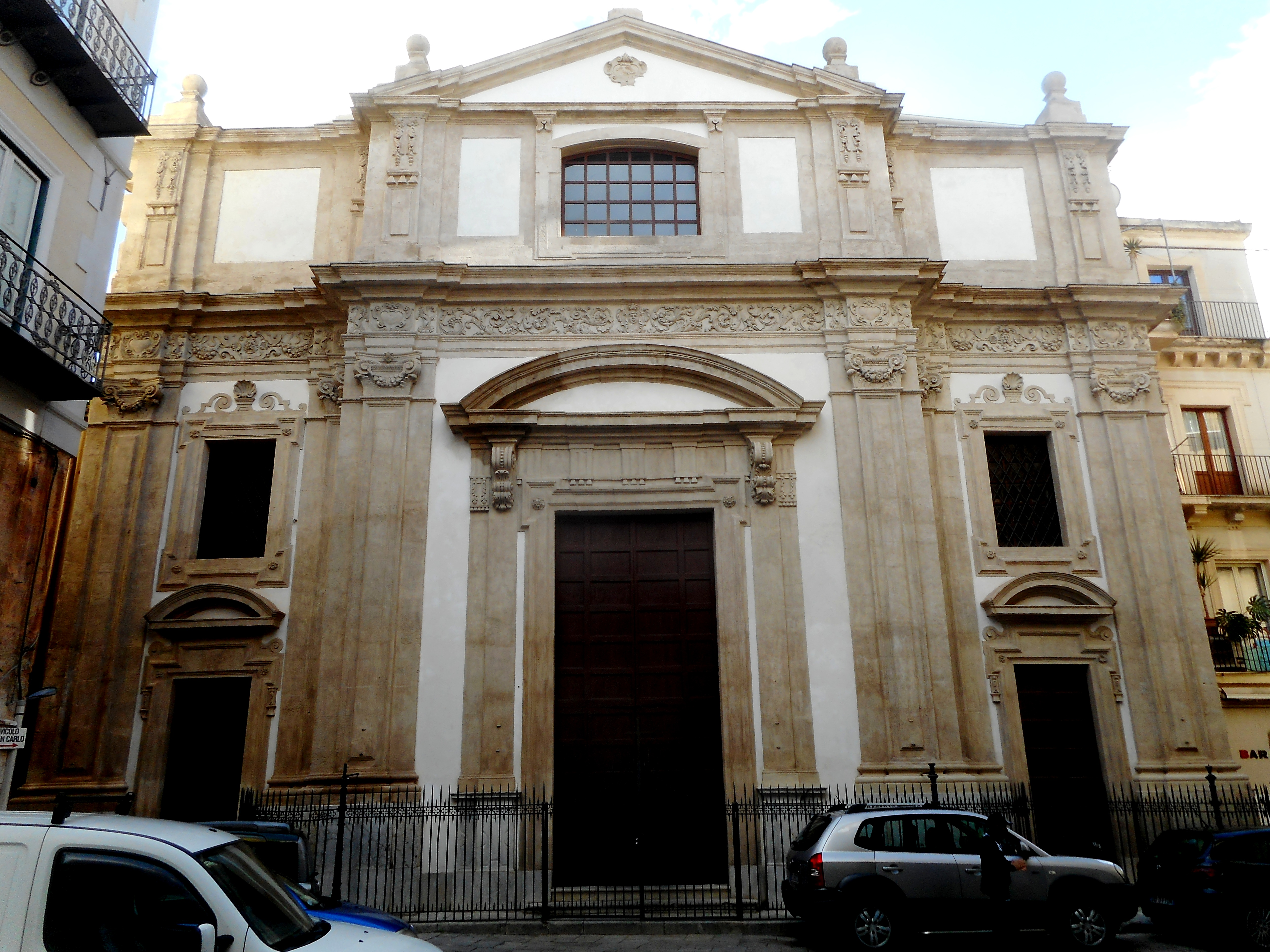
Facciata

La facciata è costituita da due ordini separati da un elaborato cornicione recante fregi floreali. Quattro paraste ripartiscono il prospetto contraddistinto dalla parte centrale aggettante. L'ingresso principale è dominato da un timpano ad arco intero sostenuto da lesene. Gli ingressi laterali con identici elementi decorativi sono sormontate da finestre con grate, volute e ornamenti a conchiglia. Nel secondo ordine un finestrone centrale, chiude la prospettiva un frontone, nei contrafforti decorazioni a sfera. Sulla sinistra una loggetta con tre monofore costituisce il campanile a vela.

## Interno
L'interno richiama le architetture della chiesa di Sant'Anna dei Palafrenieri di Jacopo Barozzi da Vignola e della chiesa di San Carlino alle Quattro Fontane del Francesco Borromini. L'aula si presenta ellittica con asse maggiore ingresso - presbiterio, quattro cappelle laterali, un cappellone, otto colonne, quattro archi, coro e organo dietro l'altare maggiore. La forma centrica allungata risponde alla concezione razionale e funzionale delle istruzioni del Borromeo per la divulgazione della Parola di Dio. L'esuberante decorazione risponde alle esigenze della chiesa della Controriforma del Concilio di Trento.
Un portico rettangolare introduce all'interno. Una cupola ellittica sormonta l'aula, rinnovata da Gaetano Lazzaro dopo la distruzione operata dal grave terremoto di Terrasini del 1º settembre del 1726. Lesene e marmi policromi ricoprono le pareti secondo il progetto di Paolo Amato e Giacomo Amato con la collaborazione di Pietro Aquila. La cupola era affrescata con l'Apoteosi di San Carlo di Pietro Martorana del 1740, dipinto sostituito nel 1892 da quello di Carmelo Giarrizzo. Quattro tele di autore sconosciuto, poste sui pennacchi, rappresentano i quattro continenti evangelizzati dall'Ordine Benedettino. Le decorazioni in stucco sono realizzate su progetto di Giovanni Rossi eseguite da Domenico Castelli allievo di Procopio Serpotta nel 1743.

## Aula
- Lato destro:
  - Cappella di San Benedetto e San Luigi. Nell'ambiente è documentato il dipinto raffigurante la Vergine con bambino fra San Benedetto e San Luigi di Pietro Novelli affreschi di Carlo Anselmo.[1][7]
- Lato sinistro: 
  - Cappella di San Carlo Borromeo. Sull'altare il quadro raffigurante San Carlo Borromeo di Vincenzo Vallone. Realizzata nel 1691, titolari del patrocinio i confrati della confraternita dei Lombardi che qui stabilivano le loro sepolture.[7] Presenta raffigurazioni di fiori e frutta, targhe ed emblemi araldici, simboli ed allegorie, quali lo stemma quadripartito con l'aquila imperiale e il serpente che ingoia il bambino, che si rifà a quello dei Visconti. Il dipinto su tavola San Carlo Borromeo distribuisce le elemosine di Pietro d'Alvino del 1622, figlio di Giuseppe d'Alvino, è ora custodito nel Museo Diocesano di Palermo.
  - Cappella di San Giovanni Battista. Sull'altare il quadro di Filippo Paladini, copia di quello esistente nel monastero di San Martino, opera di Martino Borgognone.[7]
- L'altare maggiore, privo delle decorazioni inferiori trafugate in seguito ai continui furti, è decorato con marmi mischi. Inserito tra due colonne di marmo rosso, presenta sul frontone il motto dei Borromeo "Humilitas" e due angeli con corone di fiori. Sulla sopraelevazione è collocato il dipinto su tavola raffigurante la Vergine, quadro appartenuto a Juan Manuel Fernández Pacheco, marchese di Vigliena e Viceré di Sicilia, donato nel 1616.[6]

## Abbazia benedettina di San Benedetto e San Luigi
- 1625, Benedetto Salerno pronuncia i voti presso il monastero di San Martino assumendo il nome di Pio da Palermo.[8]
- 1626, Erezione del monastero benedettino di San Benedetto e San Luigi presso Porta Nuova.[9] Pio da Palermo rinuncia all'eredità familiare che confluisce e costituisce i fondi di finanziamento dell'istituzione. Organismo dell'Ordine benedettino i cui titoli fanno riferimento ai nomi di battesimo dei patrocinatori, rispettivamente padre e figlio.
- 1627, Il nuovo monastero di San Benedetto e San Luigi è aggregato al monastero gregoriano di San Martino per decreto della Congregazione Cassinese e per bolla apostolica di Papa Urbano VIII.[9]
- 1628, Immediatamente riceve la licenza del cardinale Giannettino Doria e del Viceré di Sicilia Francesco Fernandez de La Cueva, duca di Alburquerque.[9]
- 1629, Riadattata la chiesa ubicata fuori Porta Nuova.[9]
- 1634, Osteggiato dalla Congregazione Cassinese, il monastero fu abbandonato per essere costituito in nuova sede presso il Papireto ove sorge la chiesa dell'Angelo Custode della corporazione dei servitori in livrea.[10]
- 1635, I padri dell'Ordine benedettino comprano la chiesa di San Carlo dei Lombardi a condizione fosse mantenuto il patronato e la sepoltura dei cittadini lombardi presso la cappella omonima.[3]